# Luis Donaldo Colosio Murrieta, Centla
Luis Donaldo Colosio Murrieta är en ort i Mexiko.   Den ligger i kommunen Centla och delstaten Tabasco, i den sydöstra delen av landet, 700 km öster om huvudstaden Mexico City. Luis Donaldo Colosio Murrieta ligger 4 meter över havet och antalet invånare är 121.
Terrängen runt Luis Donaldo Colosio Murrieta är mycket platt. Havet är nära Luis Donaldo Colosio Murrieta åt nordväst. Runt Luis Donaldo Colosio Murrieta är det ganska glesbefolkat, med 32 invånare per kvadratkilometer. Närmaste större samhälle är Ignacio Allende, 5,0 km söder om Luis Donaldo Colosio Murrieta. Trakten runt Luis Donaldo Colosio Murrieta består till största delen av jordbruksmark.